# Wereldbeker schansspringen 2015/2016
De wereldbeker schansspringen 2015/2016 (officieel: FIS Ski Jumping World Cup presented by Viessmann) ging van start op 21 november 2015 in het Duitse Klingenthal en eindigde op 20 maart 2016 in het Sloveense Planica.
De Sloveen Šárka Strachová veroverde zowel de algemene wereldbeker als de wereldbeker skivliegen, het Noorse team won het landenklassement. De Japanse Sara Takanashi werd winnares van het wereldbekerklassement voor vrouwen, het Oostenrijkse vrouwenteam won het landenklassement.
Dit schansspringseizoen telde verschillende hoogtepunten, zo waren er de wereldkampioenschappen skivliegen en het Vierschansentoernooi. De schansspringer die op het einde van het seizoen de meeste punten had verzameld, won de algemene wereldbeker. De wedstrijden op de wereldkampioenschappen telden niet mee voor de algemene wereldbeker. 

## Mannen

### Kalender
| Datum                                                                                    | Plaats                          | Schans                          | Opmerking                       | Eerste                                                                            | Tweede                                                                             | Derde                                                                        |
| ---------------------------------------------------------------------------------------- | ------------------------------- | ------------------------------- | ------------------------------- | --------------------------------------------------------------------------------- | ---------------------------------------------------------------------------------- | ---------------------------------------------------------------------------- |
| 21/11/2015                                                                               | Klingenthal                     | HS140                           | Team Avond                      | Duitsland Andreas Wellinger Andreas Wank Richard Freitag Severin Freund           | Slovenië Domen Prevc Jurij Tepeš Anže Lanišek Peter Prevc                          | Oostenrijk Michael Hayböck Gregor Schlierenzauer Manuel Fettner Stefan Kraft |
| 22/11/2015                                                                               | Klingenthal                     | HS140                           |                                 | Daniel-André Tande                                                                | Peter Prevc                                                                        | Severin Freund                                                               |
| 27/11/2015                                                                               | Kuusamo                         | HS142                           | Avond                           | Afgelast                                                                          | Afgelast                                                                           | Afgelast                                                                     |
| 28/11/2015                                                                               | Kuusamo                         | HS142                           | Avond                           | Afgelast                                                                          | Afgelast                                                                           | Afgelast                                                                     |
| 05/12/2015                                                                               | Lillehammer                     | HS100                           | Avond                           | Severin Freund                                                                    | Kenneth Gangnes                                                                    | Andreas Stjernen                                                             |
| 06/12/2015                                                                               | Lillehammer                     | HS100                           |                                 | Kenneth Gangnes                                                                   | Peter Prevc                                                                        | Johann André Forfang                                                         |
| 12/12/2015                                                                               | Nizjni Tagil                    | HS134                           | Avond                           | Severin Freund                                                                    | Peter Prevc                                                                        | Joachim Hauer                                                                |
| 13/12/2015                                                                               | Nizjni Tagil                    | HS134                           | Avond                           | Peter Prevc                                                                       | Michael Hayböck                                                                    | Johann André Forfang                                                         |
| 19/12/2015                                                                               | Engelberg                       | HS137                           |                                 | Peter Prevc                                                                       | Domen Prevc                                                                        | Noriaki Kasai                                                                |
| 20/12/2015                                                                               | Engelberg                       | HS137                           |                                 | Peter Prevc                                                                       | Michael Hayböck                                                                    | Kenneth Gangnes                                                              |
| Vierschansentoernooi 2016                                                                |                                 |                                 |                                 |                                                                                   |                                                                                    |                                                                              |
| 29/12/2015                                                                               | Oberstdorf                      | HS137                           |                                 | Severin Freund                                                                    | Michael Hayböck                                                                    | Peter Prevc                                                                  |
| 01/01/2016                                                                               | Garmisch-Partenkirchen          | HS140                           |                                 | Peter Prevc                                                                       | Kenneth Gangnes                                                                    | Severin Freund                                                               |
| 03/01/2016                                                                               | Innsbruck                       | HS130                           |                                 | Peter Prevc                                                                       | Severin Freund                                                                     | Kenneth Gangnes                                                              |
| 06/01/2016                                                                               | Bischofshofen                   | HS140                           | Avond                           | Peter Prevc                                                                       | Severin Freund                                                                     | Michael Hayböck                                                              |
| Eindstand Vierschansentoernooi:                                                          | Eindstand Vierschansentoernooi: | Eindstand Vierschansentoernooi: | Eindstand Vierschansentoernooi: | Peter Prevc                                                                       | Severin Freund                                                                     | Michael Hayböck                                                              |
| 09/01/2016                                                                               | Willingen                       | HS145                           | Team Avond                      | Duitsland Andreas Wank Andreas Wellinger Richard Freitag Severin Freund           | Noorwegen Andreas Stjernen Daniel-André Tande Kenneth Gangnes Johann André Forfang | Oostenrijk Stefan Kraft Manuel Poppinger Manuel Fettner Michael Hayböck      |
| 10/01/2016                                                                               | Willingen                       | HS145                           |                                 | Peter Prevc                                                                       | Kenneth Gangnes                                                                    | Severin Freund                                                               |
| 14 tot en met 17 januari 2016: Wereldkampioenschappen skivliegen 2016 in Bad Mitterndorf |                                 |                                 |                                 |                                                                                   |                                                                                    |                                                                              |
| 23/01/2016                                                                               | Zakopane                        | HS134                           | Team Avond                      | Noorwegen Anders Fannemel Andreas Stjernen Daniel-André Tande Kenneth Gangnes     | Oostenrijk Stefan Kraft Manuel Poppinger Manuel Fettner Michael Hayböck            | Polen Andrzej Stekala Maciej Kot Stefan Hula Kamil Stoch                     |
| 24/01/2016                                                                               | Zakopane                        | HS134                           |                                 | Stefan Kraft                                                                      | Michael Hayböck                                                                    | Peter Prevc                                                                  |
| 30/01/2016                                                                               | Sapporo                         | HS134                           | Avond                           | Peter Prevc                                                                       | Domen Prevc                                                                        | Robert Kranjec                                                               |
| 31/01/2016                                                                               | Sapporo                         | HS134                           |                                 | Anders Fannemel                                                                   | Johann André Forfang                                                               | Noriaki Kasai                                                                |
| 06/02/2016                                                                               | Oslo                            | HS134                           | Team Avond                      | Slovenië Jurij Tepeš Domen Prevc Robert Kranjec Peter Prevc                       | Noorwegen Daniel-André Tande Anders Fannemel Johann André Forfang Kenneth Gangnes  | Japan Taku Takeuchi Kento Sakuyama Daiki Ito Noriaki Kasai                   |
| 07/02/2016                                                                               | Oslo                            | HS134                           |                                 | Afgelast                                                                          | Afgelast                                                                           | Afgelast                                                                     |
| 10/02/2016                                                                               | Trondheim                       | HS140                           | Avond                           | Peter Prevc                                                                       | Stefan Kraft                                                                       | Noriaki Kasai                                                                |
| 12/02/2016                                                                               | Vikersund                       | HS225                           | Avond                           | Robert Kranjec                                                                    | Kenneth Gangnes                                                                    | Noriaki Kasai                                                                |
| 13/02/2016                                                                               | Vikersund                       | HS225                           |                                 | Peter Prevc                                                                       | Johann André Forfang                                                               | Robert Kranjec                                                               |
| 14/02/2016                                                                               | Vikersund                       | HS225                           |                                 | Peter Prevc                                                                       | Stefan Kraft                                                                       | Andreas Stjernen                                                             |
| 20/02/2016                                                                               | Lahti                           | HS130                           |                                 | Michael Hayböck                                                                   | Daniel-André Tande                                                                 | Severin Freund                                                               |
| 20/02/2016                                                                               | Lahti                           | HS130                           | Team Avond                      | Afgelast                                                                          | Afgelast                                                                           | Afgelast                                                                     |
| 21/02/2016                                                                               | Lahti                           | HS100                           |                                 | Michael Hayböck                                                                   | Karl Geiger                                                                        | Taku Takeuchi                                                                |
| 22/02/2016                                                                               | Kuopio                          | HS127                           | Team Avond                      | Noorwegen Kenneth Gangnes Daniel-André Tande Anders Fannemel Johann André Forfang | Duitsland Andreas Wank Richard Freitag Andreas Wellinger Severin Freund            | Japan Taku Takeuchi Kento Sakuyama Daiki Ito Noriaki Kasai                   |
| 23/02/2016                                                                               | Kuopio                          | HS127                           | Avond                           | Michael Hayböck                                                                   | Daniel-André Tande                                                                 | Stefan Kraft                                                                 |
| 27/02/2016                                                                               | Almaty                          | HS140                           | Avond                           | Peter Prevc                                                                       | Michael Hayböck                                                                    | Severin Freund                                                               |
| 28/02/2016                                                                               | Almaty                          | HS140                           |                                 | Peter Prevc                                                                       | Severin Freund                                                                     | Daniel-André Tande                                                           |
| 04/03/2016                                                                               | Wisła                           | HS134                           | Avond                           | Roman Koudelka                                                                    | Kenneth Gangnes                                                                    | Noriaki Kasai                                                                |
| 05/03/2016                                                                               | Wisła                           | HS134                           |                                 | Afgelast                                                                          | Afgelast                                                                           | Afgelast                                                                     |
| 12/03/2016                                                                               | Titisee-Neustadt                | HS142                           | Avond                           | Johann André Forfang                                                              | Peter Prevc                                                                        | Kenneth Gangnes                                                              |
| 13/03/2016                                                                               | Titisee-Neustadt                | HS142                           |                                 | Afgelast                                                                          | Afgelast                                                                           | Afgelast                                                                     |
| 17/03/2016                                                                               | Planica                         | HS225                           | [ 3 ]                           | Peter Prevc                                                                       | Johann André Forfang                                                               | Robert Kranjec                                                               |
| 18/03/2016                                                                               | Planica                         | HS225                           |                                 | Robert Kranjec                                                                    | Peter Prevc                                                                        | Johann André Forfang                                                         |
| 19/03/2016                                                                               | Planica                         | HS225                           | Team                            | Noorwegen Daniel-André Tande Anders Fannemel Kenneth Gangnes Johann André Forfang | Slovenië Jurij Tepeš Anže Semenič Robert Kranjec Peter Prevc                       | Oostenrijk Stefan Kraft Manuel Poppinger Manuel Fettner Michael Hayböck      |
| 20/03/2016                                                                               | Planica                         | HS225                           |                                 | Peter Prevc                                                                       | Robert Kranjec                                                                     | Johann André Forfang                                                         |

### Eindstanden
| Wereldbeker algemeen | Wereldbeker algemeen | Wereldbeker algemeen | Wereldbeker algemeen |
| #                    | Naam                 | Land                 | Punten               |
| -------------------- | -------------------- | -------------------- | -------------------- |
| 1                    | Peter Prevc          | SLO                  | 2303                 |
| 2                    | Severin Freund       | GER                  | 1490                 |
| 3                    | Kenneth Gangnes      | NOR                  | 1348                 |
| 4                    | Michael Hayböck      | AUT                  | 1301                 |
| 5                    | Johann André Forfang | NOR                  | 1240                 |
| 6                    | Stefan Kraft         | AUT                  | 1086                 |
| 7                    | Daniel-André Tande   | NOR                  | 985                  |
| 8                    | Noriaki Kasai        | JPN                  | 909                  |
| 9                    | Richard Freitag      | GER                  | 680                  |
| 10                   | Anders Fannemel      | NOR                  | 670                  |

| Wereldbeker skivliegen | Wereldbeker skivliegen | Wereldbeker skivliegen | Wereldbeker skivliegen |
| #                      | Naam                   | Land                   | Punten                 |
| ---------------------- | ---------------------- | ---------------------- | ---------------------- |
| 1                      | Peter Prevc            | SLO                    | 530                    |
| 2                      | Robert Kranjec         | SLO                    | 400                    |
| 3                      | Johann André Forfang   | NOR                    | 348                    |
| 4                      | Kenneth Gangnes        | NOR                    | 305                    |
| 5                      | Noriaki Kasai          | JPN                    | 248                    |
| 6                      | Severin Freund         | GER                    | 247                    |
| 7                      | Stefan Kraft           | AUT                    | 239                    |
| 8                      | Michael Hayböck        | AUT                    | 227                    |
| 9                      | Daniel-André Tande     | NOR                    | 179                    |
| 10                     | Andreas Stjernen       | NOR                    | 177                    |

## Vrouwen

### Kalender
| Datum      | Plaats       | Schans | Opmerking | Eerste                 | Tweede                 | Derde                      |
| ---------- | ------------ | ------ | --------- | ---------------------- | ---------------------- | -------------------------- |
| 04/12/2015 | Lillehammer  | HS100  | Avond     | Sara Takanashi         | Maja Vtič              | Maren Lundby               |
| 12/12/2015 | Nizjni Tagil | HS100  | Avond     | Daniela Iraschko-Stolz | Sara Takanashi         | Eva Pinkelnig              |
| 13/12/2015 | Nizjni Tagil | HS100  | Avond     | Sara Takanashi         | Yuki Ito               | Chiara Hölzl               |
| 16/01/2016 | Sapporo      | HS100  |           | Sara Takanashi         | Ema Klinec             | Daniela Iraschko-Stolz     |
| 17/01/2016 | Sapporo      | HS100  |           | Sara Takanashi         | Daniela Iraschko-Stolz | Jacqueline Seifriedsberger |
| 22/01/2016 | Yamagata     | HS100  |           | Sara Takanashi         | Daniela Iraschko-Stolz | Maja Vtič                  |
| 23/01/2016 | Yamagata     | HS100  |           | Sara Takanashi         | Maja Vtič              | Ema Klinec                 |
| 30/01/2016 | Oberstdorf   | HS106  |           | Sara Takanashi         | Daniela Iraschko-Stolz | Ema Klinec                 |
| 31/01/2016 | Oberstdorf   | HS106  |           | Sara Takanashi         | Daniela Iraschko-Stolz | Maren Lundby               |
| 04/02/2016 | Oslo         | HS134  |           | Sara Takanashi         | Maren Lundby           | Irina Avvakoemova          |
| 06/02/2016 | Hinzenbach   | HS94   |           | Sara Takanashi         | Daniela Iraschko-Stolz | Maren Lundby               |
| 07/02/2016 | Hinzenbach   | HS94   |           | Sara Takanashi         | Daniela Iraschko-Stolz | Jacqueline Seifriedsberger |
| 13/02/2016 | Ljubno       | HS95   |           | Maja Vtič              | Sara Takanashi         | Spela Rogelj               |
| 14/02/2016 | Ljubno       | HS95   |           | Daniela Iraschko-Stolz | Maja Vtič              | Chiara Hölzl               |
| 19/02/2016 | Lahti        | HS100  |           | Sara Takanashi         | Maja Vtič              | Yuki Ito                   |
| 27/02/2016 | Almaty       | HS106  |           | Sara Takanashi         | Daniela Iraschko-Stolz | Jacqueline Seifriedsberger |
| 28/02/2016 | Almaty       | HS106  |           | Sara Takanashi         | Daniela Iraschko-Stolz | Maja Vtič                  |
| 05/03/2015 | Râșnov       | HS100  |           | Afgelast               | Afgelast               | Afgelast                   |
| 06/03/2015 | Râșnov       | HS100  |           | Afgelast               | Afgelast               | Afgelast                   |

### Eindstand
| #  | Atleet                     | Land | Punten |
| -- | -------------------------- | ---- | ------ |
| 1  | Sara Takanashi             | JPN  | 1610   |
| 2  | Daniela Iraschko-Stolz     | AUT  | 1139   |
| 3  | Maja Vtič                  | SLO  | 908    |
| 4  | Jacqueline Seifriedsberger | AUT  | 695    |
| 5  | Chiara Hölzl               | AUT  | 632    |
| 6  | Maren Lundby               | NOR  | 586    |
| 7  | Irina Avvakoemova          | RUS  | 572    |
| 8  | Yuki Ito                   | JPN  | 505    |
| 9  | Ema Klinec                 | SLO  | 426    |
| 10 | Špela Rogelj               | SLO  | 415    |